# Frösslundamossen
Frösslundamossen ist ein Moor auf der schwedischen Ostseeinsel Öland.
Das auch über offene Wasserflächen verfügende Moor liegt südlich des Dorfes Frösslunda. Im Westen grenzt das karge Stora Alvaret an. Der Wasserzufluss erfolgt aus Norden, wobei das Wasser im Wesentlichen vom westlich gelegenen Möckelmossen. Auf der Ostseite befindet sich der Abfluss in den Frösslundabäcken. Hier liegt ein Moränenrücken der den Abfluss des Wassers behindert und so zur Bildung des Moors führte. Auf Teilen der Moräne steht ein kleiner Wald.
Das Westufer wird von Kleinseggenriede und Feuchtwiesen dominiert. Am Ostufer finden sich Schilf, Steife Segge und Weidenbüsche. Am Zu- und Ablauf gibt es dichte Bestände des Fingerstrauchs. Typisch für die Fauna sind Wiesenweihe, Trauerseeschwalbe und diverse Entenarten.